# Яруцький Лев Давидович
Лев Давидович Яруцький (16 листопада, 1931, Вертюжани, Бесарабія — 13 листопада, 2002, Маріуполь) — український радянський викладач, краєзнавець, місцевий письменник. Почесний громадянин міста Маріуполь.

## Життєпис
Походив з єврейської родини. Батько був кравцем. Під час німецько-радянської війни батько був мобілізований на фронт, а мати, рятуючи двох дітей (старшу доньку та сина), вимушено перебралася до міста Самарканд.
По війні повернулися до Молдови. Навчався в російськомовній школі. По закінченні сьомого класу влаштувався на навчання у будівельний технікум, позаяк там видавали казенний одяг, котрий тоді родина не могла придбати через злидні. По закінченні технікуму вступив на історико-філологічний факультет Кишинівського державного університету.
1959 року прибув на житло і працю у місто Маріуполь. Серед перших краєзнавчих досліджень та літературних творів — стаття «Пушкін у Приазов'ї». З осені 1962 року він розпочав співпрацю у місцевій газеті «Приазовський робочий», а потім став позаштатним журналістом цього періодичного видання.
У одному зі своїх творів розповів про меморіал «Менора». Працював викладачем, не припиняючи краєзнавчих досліджень майже до останніх місяців власного життя. У 1990-х роках першим виявив у архівах ім'я дійсного співавтора рекордів маріупольського сталевара-новатора Макара Мазая, Якова Шнеєрова, викреслене з усіх публікацій про Мазая через антисемітичну політику в СРСР.
За невтомну розшукову та краєзнавчу роботу, а також за низку друкованих видань Яруцький Лев Давидович отримав обласну літературну премію «Золотий скиф».
Помер 13 листопада 2002 року. Похований у Маріуполі.

## Друковані твори
- Яруцкий Л. Д. Пушкин в Приазовье: Лит.- краев. очерк. — Мариуполь: б. и., 1991. — 140 с.
- Яруцкий Л. Д. Греки — герои Советского Союза / Лев Яруцкий. — Мариуполь: Газ. «Приаз. рабочий», 2001. — 51 с. — ISBN 966-7052-83-4.
- Яруцкий Л. Д. Махно и махновцы. — Мариуполь, 1995. — 366 с.
- Яруцкий Л. Д. Евреи Приазовья. — Мариуполь, 1996. — 322 с.
- Яруцкий Л. Д. Архип Иванович Куинджи: Рассказы о художнике. Воспоминания современников. Художественная критика. Документы / Архип Иванович Куинджи (художн.). — Мариуполь: ООО "„Фирма «Кардинал»“, 1998. — 320 с. — ISBN 966-95367-0-8.
- Яруцкий Л. Д. Мариупольская мозаика: Рассказы краеведа / Лев Яруцкий. — Мариуполь: Газ. «Приазов. рабочий», 1998—2002. — Т. 1. — 1998. — 332 с. — ISBN 966-7052-09-5.
- Яруцкий Л. Д. Старейший в Украине: Из истории Донецкого областного драматического театра (г. Мариуполь). — Мариуполь, 1998. — 103 с. — ISBN 966-7052-14-1.